# Buddh International Circuit

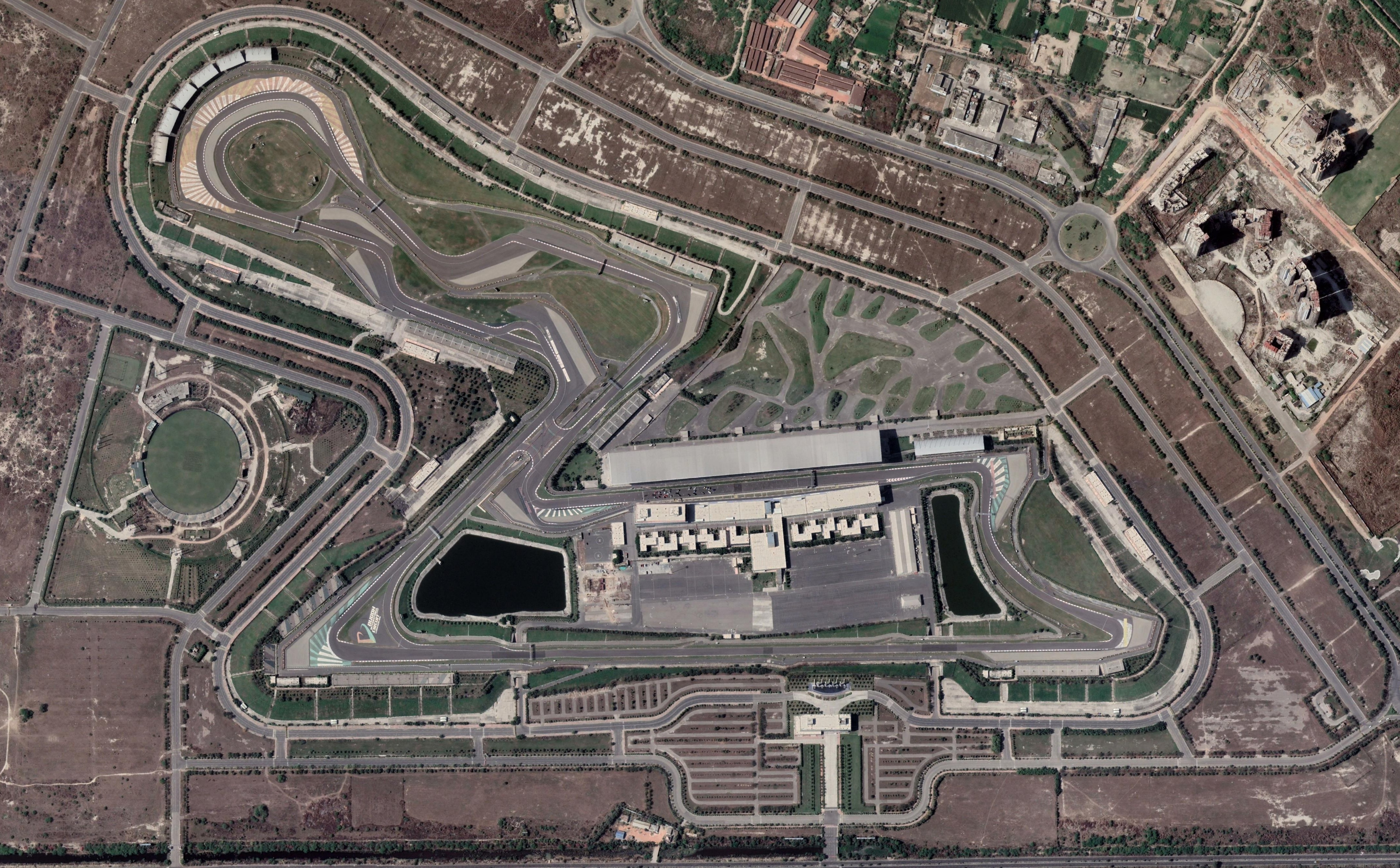
Luchtfoto

Het Buddh International Circuit is een circuit in Greater Noida, in de Indiase deelstaat Uttar Pradesh. Het circuit was van 2011 tot 2013 gastheer voor de Grand Prix Formule 1 van India. Het circuit is ontworpen door Hermann Tilke. Behalve een circuit werden er meer sportfaciliteiten gebouwd, waaronder een golfbaan en een cricketstadion.
Vanaf 2023 is het circuit gastheer van de Grand Prix-wegrace van India, die in het kader van het wereldkampioenschap wegrace wordt verreden. Het is de eerste keer dat dit kampioenschap in India rijdt.

## Grand Prix
Van 2011 tot 2013 is de Formule 1 actief geweest op dit circuit.
| Jaar | Winnaar          | Constructeur | Chassis | Bandenmerk |
| ---- | ---------------- | ------------ | ------- | ---------- |
| 2011 | Sebastian Vettel | Red Bull     | RB7     | P Pirelli  |
| 2012 | Sebastian Vettel | Red Bull     | RB8     | P Pirelli  |
| 2013 | Sebastian Vettel | Red Bull     | RB9     | P Pirelli  |